# Phil Beckhoff
Phil Beckhoff (* 10. April 2000 in Gütersloh) ist ein deutscher Fußballspieler.

## Karriere
Der Stürmer Phil Beckhoff begann seine Karriere im Alter von sechs Jahren beim Amateurverein FC Kaunitz aus Verl. Mit zwölf Jahren wechselte er zum SC Wiedenbrück, bevor er im Jahre 2015 in die Jugendabteilung von Arminia Bielefeld wechselte und in der B-Junioren-Bundesliga spielte. Im Sommer 2016 folgte der Wechsel zum FC Schalke 04. Mit den Königsblauen wurde er in der Saison 2016/17 zunächst Meister der Staffel West und scheiterte im Halbfinale um die deutsche Meisterschaft am FC Bayern München. Zur Saison 2018/19 wechselte Beckhoff zum SC Paderborn 07 und stieg mit seiner Mannschaft aus der A-Junioren-Bundesliga ab.
Bereits als A-Jugendlicher machte Beckhoff seine ersten Einsätze in der zweiten Herrenmannschaft in der Oberliga Westfalen. Zur Saison Saison 2019/20 kehrte Beckhoff zum SC Wiedenbrück zurück, der gerade in die Oberliga Westfalen abgestiegen war. Mit den Wiedenbrücker gelang ihm der sofortige Wiederaufstieg in die Regionalliga West. In der folgenden Saison 2020/21 erzielte Beckhoff 15 Saisontore und belegte gemeinsam mit Roman Prokoph den vierten Platz der Torjägerliste. Beckhoff wechselte daraufhin zum Ligarivalen Borussia Mönchengladbach II. Mit den Gladbachern wurde er in der Saison 2022/23 Dritter der Regionalliga West.
Beckhoff wechselte daraufhin zum Ligarivalen Wuppertaler SV, mit dem er in der folgenden Saison 2023/24 erneut Dritter wurde. Nach nur einer Saison kehrte er dann in seine Geburtsstadt zurück und schloss sich dem FC Gütersloh an. Mit den Güterslohern wurde Beckhoff in der Saison 2024/25 Vizemeister. Mit seinen 15 Saisontoren belegte er den vierten Platz der Torjägerliste. Zur Saison 2025/26 wechselte Beckhoff zum Drittligisten SSV Jahn Regensburg.

## Erfolge
- Meister der Oberliga Westfalen: 2019/20